# 欧州連合の軍事
欧州連合の軍事（おうしゅうれんごうのぐんじ）では、欧州連合（EU）の軍事活動について概説する。EUは共通安全保障防衛政策（CSDP）を策定しており、それを担う軍隊としては、欧州連合加盟国の政府間で設立され、欧州連合条約（TEU）第42条第3項を通じてCSDPが利用できるようになった欧州合同軍などの多国籍軍と、EUレベルで設立された欧州連合戦闘群の2種類がある。

## EUの軍事・危機管理活動
EUの軍事作戦は通常、作戦が地上で行われるか海上で行われるかに応じて、EU軍（EUFOR）またはEU海軍（NAVFOR）という接頭語を付けて命名される。接尾語は通常、作戦が行われた地域で、例えば「欧州海軍地中海部隊」（EUNAVFOR MED）となる。したがって、作戦には固有の名前がついているが、部隊は欧州合同軍のような恒常的な多国籍部隊で構成されることもある。

## 事前に編成された部隊

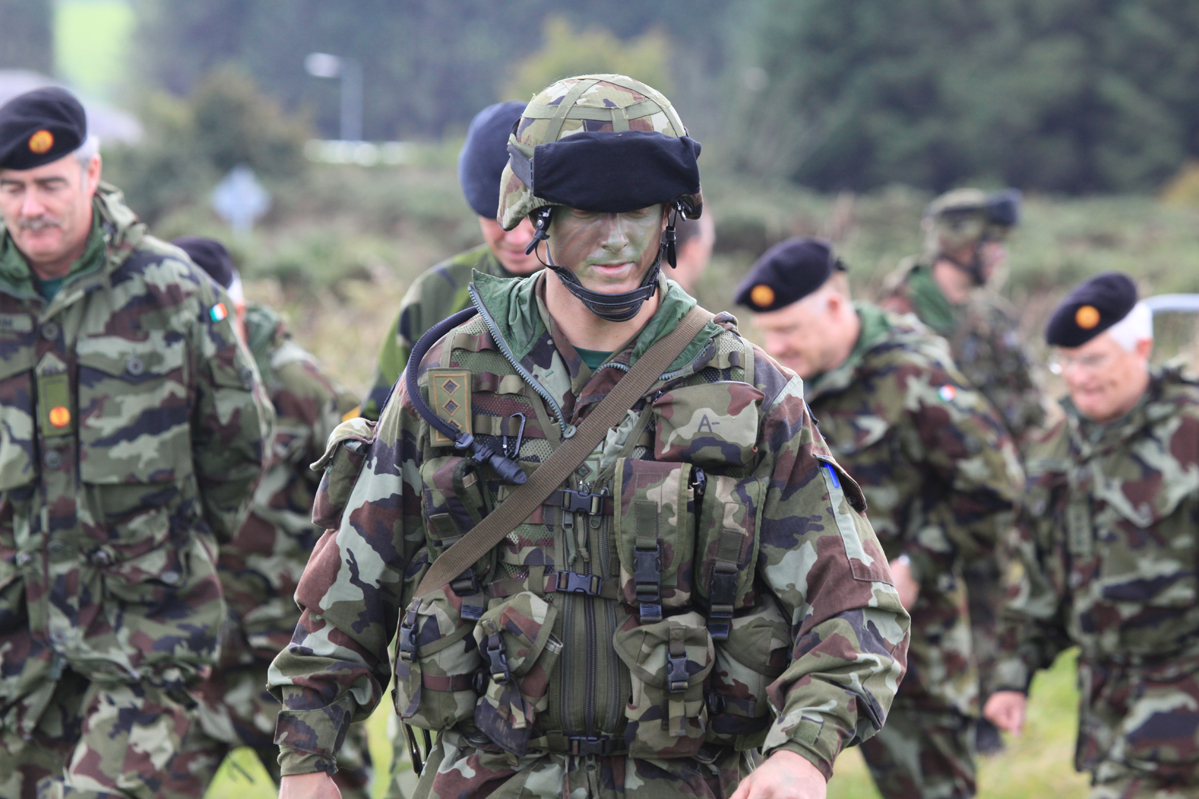
2010年の演習での北欧戦闘グループのアイルランド陸軍要員

ヘルシンキ・ヘッドライン・ゴール・カタログは、欧州連合（EU）が管理する6万人の部隊からなる即応部隊のリストであり、部隊を提供する国の管理下にある。
EUレベルで導入された部隊は以下の通り。
- 欧州連合戦闘群（The battle groups, BG）はCSDPに準拠しており、加盟国の連合からの拠出に基づいている。18のバトルグループはそれぞれ、大隊規模の部隊（1,500人）と戦闘支援部隊で構成されている[1][2]。各グループは積極的に交代し、常に2つのグループが展開できるようになっている。これらの部隊は、欧州連合理事会の直轄部隊である。欧州連合戦闘群は2007年1月1日に完全な運用能力に達したが、2018年11月時点では、まだ軍事行動は行われていない[3]。欧州連合（EU）が行ってきた既存の臨時任務をベースにしており、欧州の新たな「常備軍」と評されることもある[2]。

兵員と装備は、「主導国」のもとに欧州連合加盟国から集められる。2004年、国際連合事務総長のコフィー・アナンは、この計画を歓迎し、国連がトラブルに対処する上での戦闘団の価値と重要性を強調した。
- 医療団（Medical Corps, EMC）は、欧州連合が2016年2月15日に発足させた、世界のあらゆる場所で感染症の発生に対処するための緊急対応部隊である[5]。EMCは、2014年に西アフリカで発生したエボラ出血熱の初期段階において、世界保健機関（WHO）の対応が遅く不十分であると批判されたことをきっかけに結成された[6]。EMCは、欧州各国の緊急対応能力の一部を担っている。EU加盟国9カ国（ベルギー、ルクセンブルグ、スペイン、ドイツ、チェコ、フランス、オランダ、フィンランド、スウェーデン）のチームが、緊急時に展開できるようになっている[7]。EMCは、医療チーム、公衆衛生チーム、移動式バイオセーフティ研究所、医療搬送能力、公衆衛生・医療評価・調整の専門家、技術・物流支援などで構成されている[8]。支援を必要とする国は、欧州委員会の人道援助・市民保護部門に属する緊急対応調整センターに要請することができる[9]。EMCの最初の展開は、2016年にアンゴラで発生した黄熱病への対応として、2016年5月12日に欧州委員会の人道援助・市民保護担当委員によって発表された[10]。緊急医療対応チームの初期のコンセプトは、第一次湾岸戦争の際に国連が編成したタスクフォース・スコーピオである。
- 医療司令部（Medical Command, EMC）は、恒久的構造協力（PESCO）の一環として結成された、EUのミッションを支援するために計画された医療司令部である[11]。EMCは、海外での活動を支援するための恒久的な医療能力をEUに提供するもので、医療資源と迅速に展開可能な医療タスクフォースを含む。また、医療避難施設、トリアージ、蘇生、治療、任務に復帰するまでの患者の拘束、緊急歯科治療なども行いる。また、医療基準、認証、法的（民事）枠組み条件の調和にも貢献する[12]。
- EUFOR CROC（The Force Crisis Response Operation Core）は、PESCO（Permanent Structured Cooperation）施設の一部として開発中の防衛プロジェクトである。EURFOR CROCは、軍事力やEUの危機管理能力の提供を迅速に行うための「フルスペクトラム・フォース・パッケージ」の構築に貢献する[13]。このプロジェクトでは、常備軍を創設するのではなく、EUが作戦の発動を決定した際に、軍の設立を迅速に行うための軍事力要素の具体的なカタログを作成する。このプロジェクトは陸戦に焦点を当てており、参加国だけで6万人の部隊を作ることを目標としている。このプロジェクトでは、いかなる形の「欧州軍」も創設しないが、単一の指揮下で展開可能で相互運用可能な部隊を想定している[14]。ドイツが主導しているが、フランスも深く関与しており、フランス大統領エマニュエル・マクロンが提案している。常設の介入部隊の創設と結びついている。フランス側は、PESCOの一例として捉えている[15]。

## 欧州連合条約による提供戦力

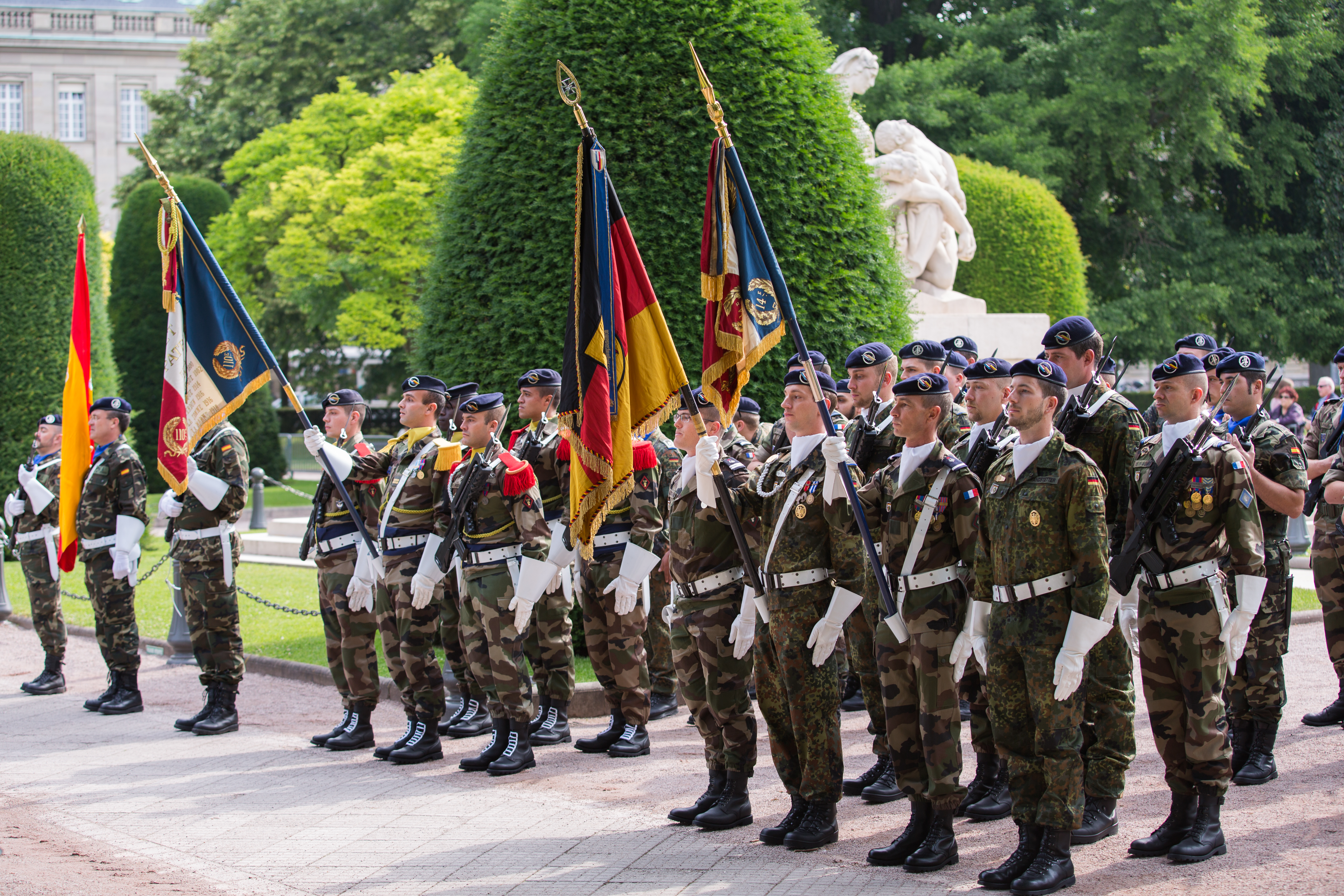
2013年、フランスのストラスブールで行われた指揮官交代式での欧州軍団の人員

このセクションでは、欧州連合加盟国の一部の国で政府間に設立された軍や組織の不完全なリストを示している。
これらの多国籍組織は、北大西洋条約機構（NATO）の環境下で、EUを通じて、参加国の委任に基づいて、あるいは国連や欧州安全保障協力機構などの他の国際機関の委任に基づいて展開されることもある。

### 陸上戦力
- 欧州合同軍（Eurocorps）は、フランスのストラスブールに駐留する約1,000人の兵士からなる陸軍軍団である。フランスの都市ストラスブールを拠点とする同隊は、ドイツ・フランス合同旅団の核となっている[16]。
- 第1ドイツ＝オランダ軍団は、オランダ陸軍とドイツ陸軍の部隊からなる多国籍編成である。ミュンスターには、NATO即応部隊司令部として、米国、デンマーク、ノルウェー、スペイン、イタリア、英国など、他のNATO加盟国の兵士も駐留している。
- 多国籍軍団北東部（The Multinational Corps Northeast）デンマーク・ドイツ・ポーランドの軍団条約により設立された。
- 欧州国家憲兵隊（略称：EUROGENDFORまたはEGF）は、警察機能を備えた介入部隊で、危機管理に特化している[17]。

### 航空戦力
- 欧州航空輸送司令部（EATC）は、参加国の空中給油能力と軍用輸送機部隊の大部分を運用管理する司令部である。EATCはオランダのアイントホーフェン空軍基地にあり、演習、乗組員の訓練、各国の航空輸送規制の調和にも限定的な責任を負っている[18][19]。同司令部は、この分野における参加国の資産や資源をより効率的に管理することを目的として、2010年に設立された。
- リトアニア・ポリッシュ・ウクライナ旅団（LITPOLUKRBRIG）

### 海洋戦力
欧州海洋部隊（EUROMARFORまたはEMF）は、海、空、水陸両用の作戦を行うことができる非常設の軍事力で、発動時間は命令を受けてから5日後である。1995年に結成され、ペテルスベルグ宣言で定められた制海権、人道的任務、平和維持活動、危機対応活動、平和執行などの任務を遂行している。

### 複合戦力
複合統合遠征軍（CJEF）は、英仏の軍事力である。イギリス軍とフランス軍の両方を活用して、陸・空・海の各部門と指揮統制、支援ロジスティクスを備えた展開可能な部隊を編成している。同様の名称の英国統合遠征軍とは別物である。合同遠征軍（CJEF）は、展開可能な英仏合同軍として構想されており、強度の高い戦闘作戦を含む広範囲の危機シナリオに使用される。合同軍として、3つの軍が参加している。すなわち、国の旅団レベルの編成からなる陸上部門、海・空部門とそれらに関連する司令部、そして後方支援・サポート機能である。CJEFは常備軍ではなく、英仏二国間、NATO、EU、国連などの作戦に随時対応できるように設計されている。2011年には、完全な能力開発に向けて、空と陸の合同軍事演習を開始した。また、CJEFは、軍事ドクトリン、訓練、装備の要件における相互運用性と一貫性の向上に向けた潜在的な刺激となると考えられている。

## 沿革
欧州連合（EU）は、アメリカ合衆国やカナダ、トルコを含む北大西洋条約機構（NATO）のような軍事同盟そのものではないが、欧州統合の進展に伴い、軍事や安全保障についても協力・統合を深化させてきた。古くは1950年代に提唱された欧州防衛共同体構想が知られている。これは、欧州各国の統合軍を作る試みであり、数ヶ国で調印されたがフランスの反対により、発効には至らなかった。
東西冷戦期においては西欧諸国の多くがNATOに加盟しており、これにより集団安全保障を築いていた。冷戦終結（東欧革命とソビエト連邦の崩壊）後、EUとNATOはともに旧東欧社会主義諸国と旧ソ連のバルト三国に加盟国を広げた（東方拡大）が、NATO非加盟のEU加盟国も複数ある（フィンランド、スウェーデン、オーストリアなど）。EUの軍事機能拡大やNATOとの協力は、こうした非NATO諸国もカバーしている。なおフィンランドとスウェーデンは2022年ロシアのウクライナ侵攻を受けてNATO加盟を決定した。
1992年のマーストリヒト条約および1999年のアムステルダム条約によって、EUの共通外交・安全保障政策（CFSP）が策定・明確化された。1999年に開かれた欧州理事会において、政策に合致し、EU独自で運用できる軍の整備を目指すヘルシンキ目標（en:Helsinki Headline Goal）が採択された。ヘルシンキ目標では、欧州連合が軍が実施すべきとしたペータースベルク・タスク（人道支援・平和維持活動など）を円滑に派遣・遂行できる戦力整備を行うこととなっている。このほか、西欧同盟（WEU）についてもEUとの統合・一体化の動きが進められた。
それにより欧州連合部隊（EUFOR）が設立され、NATOの組織的支援の下で2003年3月よりマケドニア旧ユーゴスラビア欧州連合部隊 コンコルディア（EUFOR Concordia）を展開した。2004年12月からは平和安定化部隊（SFOR）の後継として欧州連合部隊 アルテア（EUFOR Althea）がボスニア・ヘルツェゴビナに派遣されている。アフリカなどの欧州域外へも平和維持目的での部隊派遣を行なっている。ソマリア沖の海賊対策のために実施されているアタランタ作戦がその代表例である。
欧州でのテロ事件や難民流入の深刻化に対応するため2016年10月、欧州対外国境管理協力機関を改編・強化して「欧州国境沿岸警備機関」（FRONTEX）を発足させた。加盟各国が提供した警備艇やヘリコプターを使用。約1500人いる要員のうち900人は、中東から欧州へ向かう難民が通過を試みるギリシャやエーゲ海で活動している。
2017年夏には、EU加盟国の兵器の共同開発などを支援する欧州防衛基金（EDF）を創設した。
2017年10月には、EUはNATOの協力を得て、研究拠点「欧州ハイブリッド脅威対策センター」をフィンランドの首都ヘルシンキに設置した。ロシア連邦やイスラム過激派が展開している、インターネットによる世論工作などを武力攻撃と組み合わせるハイブリッド戦争の脅威に対応する。
2017年11月13日には、EU加盟国の大半である23カ国が「恒常的構造防衛協力」（PESCO＝Permanent Structured Cooperation）に署名した。これはヨーロッパに対するロシア連邦の脅威増大、イギリスの欧州連合離脱、欧米関係の不透明さなどに対応して、欧州が防衛協力を強化する取り組みである。

### ロシアによるウクライナ侵攻への対応
2022年ロシアのウクライナ侵攻を受けてウクライナはEU加盟候補国になり、EU外相理事会は同年10月17日、ロシアの侵略に対して抗戦を続けるウクライナ軍への軍事訓練提供で合意した。EUはこれまでアフリカ諸国（モザンビーク、中央アフリカ共和国など）に軍事訓練を提供してきた。
EUの国防相理事会は同年11月15日、EU内での軍部隊・兵器の移動を円滑化させる「軍事的機動構想」に離脱した英国を加えることと、兵器や軍用品の調達・生産での協力で合意した。